# Lethargy
A Lethargy rövid életű amerikai technikás death metal/mathcore zenekar volt. 1992-ben alakultak Rochesterben, és 1999-ben oszlottak fel. Brann Dailor dobos és Bill Kelliher gitáros később a Today Is the Day-ben és a Mastodonban játszottak, Erik Burke énekes pedig olyan együttesekben játszott, mint a Nuclear Assault, a Sulaco, a Kalibas, Brutal Truth és a B.C.T. (Blatant Crap Taste).

## Tagok
Utolsó felállás
- Erik Burke − ének, gitár
- Brann Dailor − dob
- Bill Kelliher − gitár (1994–1999)
- Adam Routier − basszusgitár

### Korábbi tagok
- Stephan Nedwetzky − gitár (1992−1993)
- Brian Steltz − gitár (1993−1994)

## Diszkográfia
Demók
- Lost in This Existence (1993)
- Tainted (1994)
- Humor Me, You Funny Little Man (The Red Tape) (1995)

Stúdióalbumok
- It's Hard to Write with a Little Hand (1996)

Válogatáslemezek
- Discography '93-'99 (1999)

Split lemezek
- Lethargy/Big Hair split (1994)